# Giuseppe Monnanni
Giuseppe Monnanni (Arezzo, 27 febbraio 1887 – Milano, 4 dicembre 1952) è stato un editore, scrittore e anarchico italiano.

## Biografia
Giuseppe Monnanni, si firmava Monanni, è stato pubblicista di grande valore, editore-libraio, tipografo. Pubblica riviste a Firenze e poi diventa editore a Milano, fondando con Leda Rafanelli, Casa editrice sociale, poi casa Editrice Monanni, in viale Monza 77. Pubblica per la prima volta in Italia nel 1928 l'opera completa di Nietzsche, gli umoristi inglesi e testi di filosofia e sociologia. Ha librerie antiquarie nel centro di Milano, in via Dante, in via Broletto. Nel 1946 ricopre il prestigioso incarico di direttore editoriale alla Rizzoli e fonda la BUR.
Nato ad Arezzo da Pietro Monnanni e Luisa Ciampolini. Il padre, era originario di Viciomaggio, mentre la madre, era originaria di Rapolano.
I genitori che erano negozianti e devoti cattolici, avrebbero voluto che il giovane Giuseppe entrasse in seminario.
Il giovane Giuseppe però era interessato alla politica ed iniziò la sua attività giornalistica.
V'è traccia dalla rivista Vir, da lui fondata nel 1907, collaboratori Baldazzi, Sem Benelli, Oberdan Gigli; poi più tardi nel Grido della Folla con Gavilli e la Rafanelli.
Milita nella corrente individualista dell’anarchismo. Nel 1907 a Firenze nell’ambiente anarchico nasce la relazione con Leda Rafanelli, da cui avrà nel 1910 il figlio Marsilio. Con la Rafanelli pubblica a Firenze la rivista Vir di idee individualiste di cui escono sei numeri. Nel 1908 Monanni fonda la Società editoriale Milanese poi Libreria Editrice Sociale e tramite questa la rivista “Sciarpa Nera” (1909) e il settimanale “La Questione Sociale”.
Disertore alla chiamata alle armi allo scoppio della Prima Guerra Mondiale è esule a Ginevra (1916), collabora a L’Avvenire Anarchico, all'Avanti!, a Il Risveglio su temi anti interventisti. Trasferitosi a Zurigo, pubblica (1917) A testa alta, un testo che invita alla diserzione, partecipa all’attività della Libreria Internazionale di quella città. In corrispondenza con Filippo Turati, scrive sulla Critica Sociale. Arrestato per un progettato atto terroristico è condannato a venti mesi di reclusione che sconta in Svizzera fino al 1920. Rientrato in Italia viene incarcerato a Firenze per diserzione.
Le pubblicazioni riprendono dal 1919 fino a che nel 1923 la sede della Casa editrice sociale viene incendiata dai fascisti e Monanni è momentaneamente arrestato. Prosegue l'attività pubblicando testi non apertamente contro il fascismo, soprattutto narrativa a carattere sociale. Il marchio editoriale, un volto demoniaco di ribelle il cui motto è "che solo amore e luce ha per confine", è disegnato da Carlo Carrà. Dal 1926 diventa “Casa Editrice Monanni” fino al 1933.
Nel 1927 Mussolini in persona desidera sue notizie: il prefetto risponde che Monanni “Non si interessa di politica e pare anzi che voglia abbandonare le sue vecchie idee. Attualmente pubblica volumi di filosofia e coltura in generale, e fornisce parecchie biblioteche fasciste. Ha recentemente pubblicato il volume intitolato Sindacalismo Nazionale dell’Avv. Ezio Maria Olivetti del Popolo d’Italia”.
Il 27 gennaio 1934 sposa a Milano Albina Zanini, da cui ebbe la figlia Nunzia (1934-2009). Assillato dai problemi economici, tra 1936 e 1938 viaggia in Francia. Nel luglio 1939 è arrestato e detenuto per tre mesi a disposizione del Tribunale Speciale. Dopo tre mesi è scarcerato. Nel 1946 promuove la pubblicazione delle lettere di Mussolini alla Rafanelli.
Morto a Milano, viene sepolto al Cimitero Maggiore, ove i resti sono in seguito stati tumulati in una celletta.